# Експулсиране на роми от Франция
През юли 2010 г. правителството на Франция инициира програма за репатриране на хиляди румънски и български роми като част от по-строги мерки срещу незаконосъобразни лагери в страната
На 10 ноември 2011 г. Съветът на Европа осъжда експулсирането като „дискриминационно“ и „противоречащо на човешкото достойнство“ и публикува решението на Европейската комисия за социални права относно жалбата Centre on Housing Rights and Evictions (COHRE) срещу Франция.
Въпреки това експулсирането продължава, макар и видоизменено.